# Cyclopogon torusus
Cyclopogon torusus är en orkidéart som beskrevs av Mytnik, Szlach. och Piotr Rutkowski. Cyclopogon torusus ingår i släktet Cyclopogon, och familjen orkidéer. Inga underarter finns listade i Catalogue of Life.